# Сырнево (Бургасская область)
Сырнево (болг. Сърнево) — село в Бургасской области Болгарии. Входит в состав общины Карнобат. Находится примерно в 21 км к юго-востоку от центра города Карнобат и примерно в 30 км к западу от центра города Бургас. По данным переписи населения 2011 года, в селе  проживало 213 человек.

## Население
| Год     | 1934 | 1946 | 1956 | 1965 | 1975 | 1985 | 1992 | 2001 | 2011 |
| ------- | ---- | ---- | ---- | ---- | ---- | ---- | ---- | ---- | ---- |
| Жителей | 1093 | 1170 | 1034 | 887  | 589  | 417  | 342  | 278  | 213  |

| Национальность | Человек | Процент |
| -------------- | ------- | ------- |
| болгары        | 199     | 93,87%  |
| турки          | 5       | 2,36%   |
| цыгане         | 6       | 2,83%   |
| Всего ответов  | 212     |         |

|  |